# Hormographiella
Hormographiella là một chi nấm thuộc họ Psathyrellaceae. Chi này chứa 3 loài.